# James B. Carlisle
James Beethoven Carlisle (n. Bolans, Antigua, 5 de agosto de 1937). Educado en la universidad de Northampton, donde cursó Tecnología, y posteriormente cursó Odontología en la Universidad de Dundee. Casado con Nalda Amelia. Lo designaron Gobernador General de Antigua y Barbuda el 10 de junio de 1993, en representación de S.M. Isabel II del Reino Unido. El 30 de junio de 2007 fue reemplazado por Louise Lake-Tack.
Carlisle se convirtió desde el anglicanismo a la Iglesia Adventista del Séptimo Día.
| Predecesor: Wilfred E. Jacobs | Gobernador general de Antigua y Barbuda 1993-2007 | Sucesor: Louise Lake-Tack |